# Ise-klass
Ise-klass var en klass av japanska slagskepp, bestående av fartygen Ise och Hyuga.
En kort tid efter att fartygen av Fusō-klass blivit godkända av japanska marinens tekniska kontor inleddes ett projekt med en modifierad variant av fartygen. Den viktigaste skillnaden i det nya projektet som fick beteckningen A-92, var att det tunga torn 3 som låg mellan två grupper ångpannor flyttades akterut, medan alla pannrum slogs ihop och flyttades förut. Torn 3 förhöjdes, vilket underlättade eldledning. Sekundärartilleriets kanoner minskades från 152 mm till 140 mm vilket gav möjlighet att öka antalet eldrör från 16 till 20. Bygget av Ise och Hyuga godkändes i november 1912 inom ramen för 1913 års budget. Efter att Japan inträtt i Första världskriget stoppades finansieringen över statsbudgeten av fartyg som ännu inte påbörjats. Flottan började ändå bygga fartygen för pengar avsedda för löpande kostnader. Först 1917 legitimerades konstruktionen.
På båda fartygen byttes 1921 76 mm luftvärnspjäserna ut mot 76 mm/40-kanoner. 1930–1931 ökades måtten på den förliga överbyggnaden, då man placerade plattformar för eldledningsinstrument för det tunga artilleriet där. På båda fartygen monterades 1933 en flygplanskatapult.

## Ise
Ise kölsträcktes 10 maj 1915 vid Kawasakis varv i Kobe, sjösattes 12 november 1916 och levererades 15 december 1917. I april 1922 mottog Ise prinsen av Wales, den blivande Edward VIII som anlände till Japan ombord på HMS Renown. 15 juni 1934 deltog hon i begravningsceremonin för amiral Togo Heihachiro. En omfattande ombyggnad skedde från augusti 1935 till mars 1937. Skrovet förlängdes genom en tillbyggnad av aktern med 7,6 och bulger installerades vid sidorna för torpedskydd vilket ökade bredden i vattenlinjen från 28,7 meter till 31,7 meter. Området som upptagits av kolboxarna uppdelades med långskeppsskott som del i torpedskyddet. Maskineriet byttes ut mot ett nytt effektivare som dessutom var lättare och tog mindre plats, vilket gav möjlighet att slopa den förliga skorstenen. Elevationen på pjäserna i huvudartilleriet ökade till 33 grader. Antalet 1400 mm/50-pjäser minskades till 16. Luftvärnspjäserna i 80 mm kaliber byttes till fyra dubbla 127 mm/40-montage. De kompletterades med 40 mm "pom-pom"-pjäser och 13,2 mm kulsprutor, men kort efter att ombyggnaden var avslutad monterades i stället tio dubbla 25 mm automatkanoner. Trots att deplacementet efter ombyggnaden ökade något, gjorde det längre skrovet och ökade maskinefffekten att farten kunde ökas till 25,3 knop. Från september 1941 ingick Ise som flaggskipp i 1. flottan i 2. slagskeppsdivisionen. Hon deltog från utbrottet av andra världskriget i den Förenade flottans verksamhet, men sattes inte in i några stridsuppdrag. Mellan 11 och 21 mars 1942 deltog hon i det resultatlösa sökandet den amerikanska hangarfartygsstyrkan som anfallit Markusön. 18 april gick hon till sjöss för att genskjuta den amerikanska styrka som utfört bombanfall mot Japan. 11 maj vattenfylldes maskinrum 2 efter ett haveri under en överresa och reparationen i Kure tog några veckor. Mellan 29 maj och 14 juni deltog hon i operationer vid Aleuterna. Efter slaget vid Midway beslutade marinens tekniska kontor att bygga om Ise och Hyuga till hangarfartyg för att ersätta bristen på sådana. Man insåg dock snart att en sådan ombyggnad skulle bli för omfattande och ta för lång tid för att vara meningfull, och beslutade sig i stället för att bygga om fartygen till en slags hangarfartyg-slagskeppshybrider. De tunga tornen 5 och 6 akterut monterades av, medan området av försågs med en hangar och ett flygplansdäck, planen startades med hjälp av två katapulter. Däcket försågs även med ett skydd i form att ett 20 cm tjockt betongskikt, som även fungerade som barlast för att kompensera för vikten av de borttagna kanontornen. Ise utrustades med 22 flygplan, 9 i hangaren, 11 på flygdäck och 2 i katapulterna. Ombyggnaden påbörjades i februari 1943, 15 september överlämnades hon till marinakademin i Eta Jima som skolfartyg och reparationen avslutades officiellt 8 oktober. 13–20 transporterade Ise infanteriförband till Truk, och användes därefter som skydd av basen. Från 31 oktober till 6 november gick hon från Truk till Kure. 1 maj 1944 tillfördes hon 4. hangarfartygsdivisionen. I juni genomfördes prov med sjöflygplan ombord. 5 oktober 1944 fördes Ise till reservstyrkan inom Förenade flottan. 20 oktober lämnade hon Yoshima för gruppering i Norra styrkan inför operation Ce-go. 24 oktober detacherades Ise och Hyuga tillsammans med 4 jagare som framskjutet förband för att skydda hangarfartygen i 3. divisionen som var Japans sista riktiga hangarfartygsstyrka. 25 oktober deltog hon i slaget vid Kap Engano där hon ingick i luftförvarsstyrkan tillsammans med hangarfartygen Zuikaku och Zuiho och lätta kryssaren Oydo. HOn utsattes för häftiga anfall under hela dagen. Hon fick en direktträff i taket på torn 2 av en mindre flygbomb. 17.30 angersp hon av omkring 80 störtbombare och fick då en träff i katapulten på babords sida där 50 man omkom. Mer än 30 krevader nära fartyget hade också gjort att splitterhål och skador på bordläggningsplåtar gjorde att vatten började tränga in i pannrummet på babords sida. Under tillbakaresan mot Japan 26-29 oktober utsattes hon för flera misslyckade anfall från amerikanska ubåtar. I november 1944 genomgick hon reparation i Sasebo och 11 november gick hon till Manilla med en last av trupp och ammunition. Från slutet av november låg hon i Lingga och från mitten av december i bukten Kamran. 10 februari 1945 lämnade hon Singapore tillsammans med en styrka och lastad med brännolja, kautschuk, tenn och zink. 19 februari ankom hon till Japan efter att ha undkommit anfall från amerikanska och brittiska ubåtar. Därefter låg hon i Kure med minimal bunker av brännolja. Under ett flyganfall 19 mars fick hon träffar med två flygbomber. I juni tillfördes hon kustförsvarsstyrkorna. Under ett flyganfall 24 juli fick hon fem direktträffar från flygbomber, varvid 50 man dödades, Fartyget fick slagsida åt styrbord. 27 juli hade man länspumpat fartyget och höll på att förbereda dockning, 28 juli anfölls hon dock på nytt och fick ta emot 5 direktträffar, och i ytterligare ett anfall senare under dagen 13 direktträffar. Hon övergavs då ock sjönk på grunt vatten. Ise ströks ur flottornas rullor 20 november 1945. Vraket bärgades 1946–1947 och skrotades i Kure.

## Hyuga
Hyuga byggdes i Mitsubishis varv i Nagasaki. Hon kölsträcktes 6 maj 1915, sjösattes 27 januari 1917 och levererades till flottan 30 april 1918. Under tjänstgöring 31 oktober 1919 exploderade en laddning i ett av tornen på Hyuga. Hon genomgick från november 1934 till september 1936 snarlika ombyggnader som Ise. 30 juni 1940 mottog hon kejsaren av Manchukuo, Puyi då han avlade ett officiellt besök i Japan. Från september 1941 ingick hon med Ise i 2. slagskeppsdivisionen. Under krigets första månader deltog hon i en expedition till Boninöarna. 11-12 mars och 18 april 1942 deltog hon i det resultatlösa sökandet efter amerikanska hangarfartyg. I samban med artilleriskjutningar vid Iwonanda 5 maj exploderade en granat i torn 5 och 51 man omkom. En efterföljande brand tvingade besättningen att vattenfylla durkarna för att hindra magasinsexplosion. Hon genomgick därefter reparationer i Kure mellan 6 och 25 maj.  Torn 5 demonterades och återmonterades sedan inte. Från 29 maj till 15 juni deltog Hyuga i en skyddstyrka vid Aleuterna. Hon genomgick från maj 1943 samma ombyggnad som Ise till kombinerat slagskepp-hangarfartyg, ombyggnaden avslutades officiellt 18 november 1943. 30 november tillfördes hon 2. slagskeppsdivisionen, men överfördes 1 maj 1944 till 4. hangarfartygsdivisionen inom 3.flottan, och var från juni 1944 dess flaggskepp. I juni 1944 genomfördes prov med sjöflygplan. 5 oktober tillfördes hon tillsammans med Ise reservstyrkan inom den Förenade flottan och 20 oktober gick hon till sjöss från Yoshima för gruppering i Norra flottan under operation Ce-go. 25 oktober deltog hon i slaget vid Kap Engano, där hon ingick i luftskyddet tillsammans med hangarfartygen Chitose och Chiyoda samt den lätta kryssaren Tama. Hon skadades av briserande bomber i närheten. Utan framgång försökte hon bogsera Chiyoda som skadats och inte kunde gå för egen maskin. 29 oktober återvände hon till Kure. I början av november genomgick hon reparationer i Sasebo, och 11 november gick hon till Manilla tillsammans med Ise lastad med trupp och ammunition. I slutet av november låg hon i Lingga och i mitten av december i Kamranbukten. I januari 1945 var hon tillbaka i Linga och mellan 10 och 19 februari gick hon till Kure. På grund av brist på brännolja överfördes hon 1 mars till reserven. Under ett flyganfall 19 mars träffades hon av en flygbomb midskepps och fick även skador av brisader intill skeppet, 40 man omkom. I juni tillfördes hon kustförsvaret. Under ett flyganfall 24 juli 1945 erhöll hon 10 direktträffar av flygbomber. I slutet av dagen övergavs fartyget och sjönk på grunt vatten, Hon ströks ur rullorna 20 november 1945. Hyuga bärgades 1946–1947 och skrotades i Kure.